# Acenocumarol
L'acenocumarol és un medicament anticoagulant oral que prevé la formació de coàguls o trombes a la sang i que s'absorbeix amb molta rapidesa. Actua principalment com a antagonista de la vitamina K evitant el creixement dels coàguls ja formats i impedint la formació de coàguls que puguin obstruir la circulació en els vasos sanguinis. Aquest medicament és un derivat de la cumarina comercialitzat amb el nom de Sintrom.

## Indicacions
L'acenocumarol és un producte utilitzat en el tractament i prevenció de les afeccions tromboembòliques. Impedeix que els coàguls de sang augmentin la seva mida i, per tant, que arribin a causar problemes majors. S'utilitza concretament en tres casos diferents:
- Trombosi venosa profunda. El nombre de tractaments varia entre dos i tres.

- Tromboembolisme pulmonar (formació de trombes en el pulmó):

La duració d'aquest tractament dependrà de les causes que el van produir.
- Fibril·lació auricular crònica no valvular. En presència d'algun factor de risc, com per exemple l'embolisme sistemàtic, un accident cardiovascular previ o una edat de setanta-cinc anys o major. En aquest cas el nombre de tractaments varia entre dos o tres i l'administració indefinida.

- Prevenció del tromboembolisme associat a pròtesis en les vàlvules del cor i també a altres possibles problemes cardíacs. En aquest cas s'utilitzarà el mateix nombre de tractaments comentats anteriorment i l'administració del medicament serà també indefinida.

- Prevenció de problemes secundaris a un infart de miocardi.

Es realitzarà un tractament anticoagulant amb Sintrom de tres mesos de duració i amb el rang desitjat habitual. En el cas que hi hagi una recurrència de l'infart agut de miocardi, el tractament selectiu és per a tota la vida.

## Components del comprimit de comercialització
- SINTROM. Per comprimit: 4 mg d'acenocumarol; excipients: lactosa, sílice col·loidal, estearat de magnesi, midó de blat de moro, midó de blat pregelatinitzat, talc.
- SINTROM UN. Per comprimit: 1 mg d'acenocumarol; excipients: lactosa, sílice col·loidal, midó de blat de moro, talc, estearat de magnesi, hipromelosa.

## Precaucions
Abans de prendre acenocumarol es recomana que:
- Si la seva funció hepàtica és limitada tingui especial precaució per la reducció de formació de factors de coagulació amb revisions periòdiques.
- Si ha patit hemorràgies, malalties de ronyó, càncer, infeccions, febres o un part recent tingui una especial precaució amb l'administració d'aquest medicament.
- Si pateix cap mena de trastorns gastrointestinals tingui en compte que poden alterar l'efecte anticoagulant del medicament.
- Els pacients que pateixen insuficiència cardíaca greu siguin vigilats acuradament perquè no hi hagi alteracions en la seva salut.
- En els pacients d'edat avançada l'administració d'aquest medicament sigui també intensament vigilada per tal que no hi hagi un trastorn en el nombre de plaquetes.
- Es tendeixi a evitar les injeccions intramusculars, ja que aquestes poden causar hematomes durant el tractament amb anticoagulants.
- El pacient tractat ambulatòriament porti sempre al damunt un full de control de la coagulació per si resulta ferit en algun tipus d'accident.
- Aquest medicament no es faci servir en nens.
- Es prengui sempre a la mateixa hora i amb la mateixa dosi per evitar doblar la quantitat d'acenocumarol dins de l'organisme.
- No es facin activitats en les quals es pugui estar exposat a fer-se una ferida, traumatisme o tall.
- No es facin canvis bruscos en la dieta ni variar notablement de pes. Es tendirà a no introduir nous aliments en les dietes dels pacients i a reduir els productes rics en vitamina K per tal que no puguin modificar l'acció del medicament.Comprimits de comercialització
- S'eviti la ingesta d'alcohol.

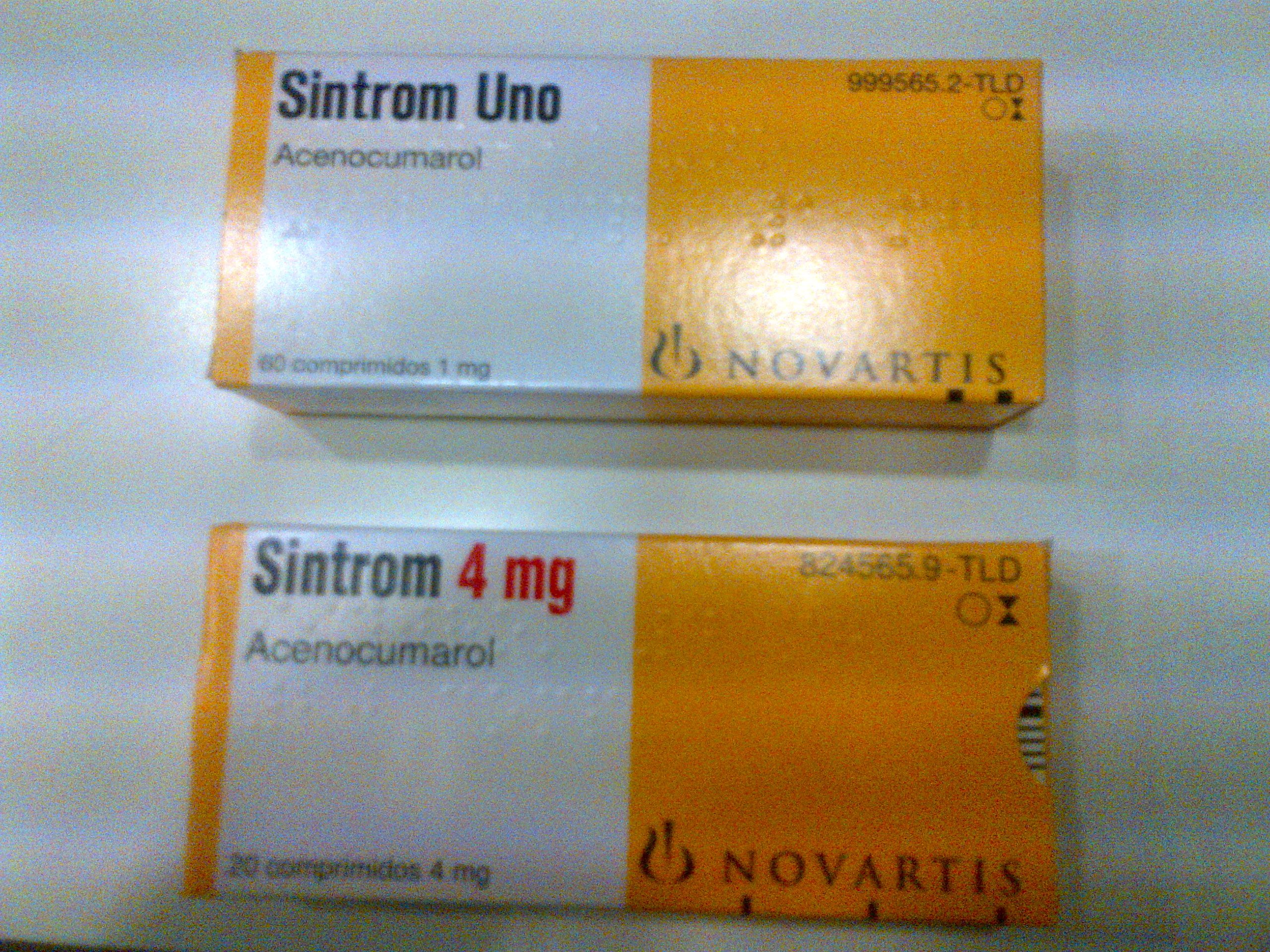
Comprimits de comercialització

- Es mantingui l'equilibri de la flora intestinal, per exemple mitjançant el consum de iogurts.
- Sempre abans de qualsevol intervenció quirúrgica s'indiqui la ingesta d'acenocumarol al cirurgià que la realitzarà.
- Es continuï amb les mateixes precaucions durant un cert temps un cop acabat el tractament, que serà determinat pel metge encarregat del subministrament.

## Contraindicacions
Existeixen una sèrie de casos particulars en els quals la ingesta de l'anticoagulant acenocumarol pot ser contraproduent:
- En primer lloc si el pacient és al·lèrgic o intolerant a qualsevol dels components que formen el medicament no en podrà prendre. Un exemple d'aquest col·lectiu és el d'intolerants a la lactosa, ja que l'acenocumarol en conté.

Els símptomes d'al·lèrgia a l'acenocumarol poden ser variats i greus. Alguns dels més importants són: la inflamació d'alguna part del cos, especialment greu en el cas de la inflamació de les cordes vocals, dificultats respiratòries, xocs anafilàctics que poden comportar pal·lidesa, pèrdua del coneixement i també sudoracions.
- No s'ha de prendre el medicament si es pateix una de les malalties següents: endocarditis bacteriana, hipertensió arterial greu, aneurisma de l'aorta, úlceres o sagnats gastrointestinals, genitourinaris o del tracte respiratori.

- Si està embarassada en el moment de la possible ingesta, planeja estar-ho o està alletant un nadó, caldrà consultar-ho al metge o farmacèutic. Cal tenir en compte que l'acenocumarol pot causar defectes en l'embrió, en concret malformacions congènites, travessant la placenta i provocant efectes com hemorràgies o avortaments espontanis. Si la dona que s'ha de tractar està embarassada es recomana la utilització d'altres anticoagulants com la warfarina o l'heparina, que no tenen accés al nadó.

En el cas d'alletar un nadó una mare tractada amb acenocumarol, aquesta s'haurà de sotmetre a anàlisis periòdiques de sang o canviar a un dels dos tractaments anticoagulants citats anteriorment, ja que aquests no passen a la llet materna, sempre sota control mèdic.

## Consells d'utilització de l'acenocumarol
En primer lloc el més important és llegir i seguir les instruccions que trobarà en el prospecte que acompanya el medicament. En cas de dubte consulti-les amb el metge o farmacèutic.
L'acenocumarol s'ha de prendre en una sola dosi diària, cada dia a la mateixa hora. Aquesta dosi serà fixada pel metge, ja que varia en funció de cada pacient. La dosi diària d'un adult oscil·la entre 1 i 8 mg. Aquesta dosi serà modificada regularment pel metge segons l'estat de coagulació de la sang del pacient, determinat mitjançant anàlisis de sang periòdiques.
És important que el pacient respecti l'horari establert; en cas d'oblit d'una dosi convé prendre-la com més aviat millor, a menys que sigui gairebé l'hora de prendre la següent.
En cas de sobredosi cal acudir immediatament al metge o a l'hospital, ja que es tracta d'una situació molt greu que pot tenir conseqüències importants. Aquesta situació es caracteritza per l'aparició de diverses hemorràgies en diferents òrgans o d'altres símptomes com taquicàrdia, hipotensió o trastorns de la circulació de la sang.
Cal no modificar la dosi, abandonar el tractament ni reiniciar-lo per iniciativa pròpia sense consulta prèvia al metge corresponent i aprovació d'aquest. Tampoc no s'ha de recomanar l'acenocumarol a una altra persona que pateixi símptomes semblants.
Com s'ha comentat anteriorment en l'apartat de precaucions, mentre es pren acenocumarol es recomana evitar la pràctica d'esport o d'activitats en les quals el pacient pot patir una ferida amb facilitat. També està contraindicat el consum d'alcohol, ja que aquest pot modificar l'acció anticoagulant del medicament.
El medicament s'ha de conservar en un lloc fresc, poc humit, lluny de fonts de calor i fora de l'abast dels nens.

## Efectes secundaris
Els efectes adversos d'aquest medicament són en general molt poc freqüents i depenen de cada pacient. Els efectes secundaris coneguts de l'acenocumarol són els següents: sagnats inhabituals, com sagnats de genives o nasals o hematomes sense motiu, menstruacions abundants, sagnats abundants de talls o ferides, signes de sagnat intern (com dolor abdominal o d'estómac), sang a l'orina, expulsió de sang amb la tos, vertigen o mareig, mal de cap o d'esquena intensa, dolor o rigidesa articular o visió borrosa. En el cas de patir un d'aquests símptomes cal comunicar-ho ràpidament a un metge o farmacèutic.

## Interaccions amb altres medicaments
L'efecte normal i esperat de l'acenocumarol pot veure's alterat de diverses maneres per diferents tipus de fàrmacs. Alguns no produeixen cap impediment i, per tant, es poden prendre simultàniament. Els que cal tenir en compte són els que inhibeixen, en major o menor grau, l'acció anticoagulant i els que causen una reacció perjudicial per al pacient.
- Medicaments que poden ser presos simultàniament: paracetamol, codeïna, tramadol, almagat, amoxicil·lina, insulina, metoformina, tots els antihistamínics en general, ibuprofèn…

- Medicaments inhibidors: ticlopidina, rifampicina, colestiramina, colestipol, fenitoïna, vitamina K… Amb menor intensitat també pot aparèixer inhibició amb metrotexat, ritonavir...

- Medicaments modificadors dels efectes: de manera important, àcid acetilsalicílic, clopidogrel, amiodarona, eritromicina, neomicina, tretraciclina, quinolones, clorpropamida, fluconazole, omeprazole, al·lopurinol, tiroxina, vitamines E i A (en altes dosis). També hi ha altres medicaments que poden afectar però de manera més inconstant: metamizol, triflusal, quinidina, cefalosporines, cloramfenicol, àcid valproic, fenilbutazona, diclofenac, piroxicam, nabumetona, lovastatina, colquicina, paroxetina…